# Iaskî, Odesa
Iaskî, potrivit hărții „Românii transnistreni” după Nichita P. Smochină – Iași (în ucraineană Яськи) este un sat în raionul Odesa, regiunea Odesa, Ucraina, formată numai din satul de reședință.

## Demografie
Componența lingvistică a comunei Iaskî
     Ucraineană (94,89%)
     Rusă (2,97%)
     Română (1,74%)
     Alte limbi (0,31%)
Conform recensământului din 2001, majoritatea populației comunei Iaskî era vorbitoare de ucraineană (94,89%), existând în minoritate și vorbitori de rusă (2,97%) și română (1,74%).